# BNP Paribas Open 2014
Die BNP Paribas Open 2014 waren ein Tennisturnier der WTA Tour 2014 für Damen und ein Tennisturnier der ATP World Tour 2014 für Herren in Indian Wells, welche zeitgleich vom 3. bis zum 16. März 2014 in Indian Wells, Kalifornien stattfanden.

## Herrenturnier
→ Hauptartikel: BNP Paribas Open 2014/Herren
→ Qualifikation: BNP Paribas Open 2014/Herren/Qualifikation

## Damenturnier
→ Hauptartikel: BNP Paribas Open 2014/Damen
→ Qualifikation: BNP Paribas Open 2014/Damen/Qualifikation